# Лаго Вила (Павија)
Лаго Вила је насеље у Италији у округу Павија, региону Ломбардија.
Према процени из 2011. у насељу је живело 7 становника. Насеље се налази на надморској висини од 193 м.